# 迪亞高·盧比斯·洛迪古斯
迪亞高·盧比斯（Diego López，1981年11月3日—）出生於西班牙馬德里，已退役西班牙足球運動員，司職門將；曾效力西甲球會巴列卡诺。

## 生涯
迪亞高·盧比斯出身自皇家马德里的青訓系統，自2005年至2007年是皇家马德里的第二門將，作為卡西利亚斯的副選。
2007年7月，迪亞高·盧比斯轉會至比利亞雷阿爾，轉會費400萬英鎊。他在比利亞雷阿爾期間表現優秀，在2008年3月，迪亞高·盧比斯成為了比利亞雷阿爾的首席門將。2012年夏季，他加盟塞維利亞，轉會費為3.5百萬歐羅。
他曾代表過西班牙國家足球隊出戰2009年洲際國家盃。
2013年1月中，隨著皇馬的主力門將卡西利亚斯受傷需要休賽個多月，皇馬隨即以4百萬歐羅購入迪亞高·盧比斯，合約以期3年，至2016-2017球季終止。
2014年8月，因为皇家马德里签下了世界杯表现出色的哥斯达黎加门将拿華斯，在门将位置上显得过于拥挤，最终迪亞高·盧比斯选择解约，以自由身加盟AC米蘭，签约四年，至2018年6月为止。
2016年8月31日，迪亞高·盧比斯以租借方式加盟西班牙人，为期一个赛季。

## 榮譽

### 俱乐部
皇家馬德里
- 西班牙甲組聯賽冠軍（2007年）
- 西班牙國王盃冠軍（2014年）
- 歐洲聯賽冠軍盃冠軍（2014年）

 西班牙人
- 西班牙足球乙级联赛冠军：2020-21[2]